# Peruanische Badmintonmeisterschaft 2018
Die Peruanische Badmintonmeisterschaft 2018 fand vom 13. bis zum 21. November 2018 in Lima statt.

## Medaillengewinner
| Disziplin    | Gold                            | Silber                               | Bronze                                          |
| ------------ | ------------------------------- | ------------------------------------ | ----------------------------------------------- |
| Herreneinzel | Daniel La Torre                 | José Guevara                         | Martín del Valle                                |
| Herreneinzel | Daniel La Torre                 | José Guevara                         | Diego Mini                                      |
| Dameneinzel  | Daniela Macías                  | Fernanda Saponara Rivva              | Micaela Flores                                  |
| Dameneinzel  | Daniela Macías                  | Fernanda Saponara Rivva              | Inés Castillo                                   |
| Herrendoppel | Bruno Barrueto Daniel La Torre  | Martín del Valle Diego Mini          | Jose Luis Barrueto Sebastian Macias Brandes     |
| Herrendoppel | Bruno Barrueto Daniel La Torre  | Martín del Valle Diego Mini          | Jose Guevara Guevara Diego Subauste             |
| Damendoppel  | Daniela Macías Dánica Nishimura | Andrea Flores Ariana Airi Moromisato | Inés Castillo Paula La Torre                    |
| Damendoppel  | Daniela Macías Dánica Nishimura | Andrea Flores Ariana Airi Moromisato | Micaela Castillo Salazar Ines Alejandra Mendoza |
| Mixed        | Martín del Valle Daniela Macías | Diego Mini Paula La Torre            | Takeshi Isa Cristina Aicardi                    |
| Mixed        | Martín del Valle Daniela Macías | Diego Mini Paula La Torre            | Bruno Barrueto Fernanda Saponara Rivva          |